# Тогузак (Троицкий район)
Тогузак — поселок Троицком районе Челябинской области. В составе Родниковского сельского поселения.

## География
Рельеф — равнина (Западно-Сибирская равнина); ближайшие выс.— 233 и 261 м. Ландшафт — лесостепь. В окрестностях — редкие колки.
Поселок связан грунтовыми и шоссейными дорогами с соседними населенными пунктами. Расстояние до районного центра (Троицк) 38 км, до центра сельского поселения (пос. Родники) — 8 км.

## История
Поселок основан в конце 18 века как хутор Бородина (Бородиновский). Относился к Кособродскому станичному юрту 3-го военного отдела ОКВ. По данным статистики, в 1889 состоял из 39 дворов. После революции 1917 являлся центром Тогузакского сельсовета Кочкарского района (с 1935 — Троицкий р-н). 
Последние название связно с рекой Тогузак. 
В 1929—30 организован колхоз «Красная заря», которому принадлежало 3698 га земельных угодий, в т. ч. пашни — 2422, сенокосов — 435, выгона — 507 га. Жители выращивали зерновые, овощные,технические культуры, картофель; занимались жив-вом. 
В 1951 колхоз переименовали в «Знамя Победы», в 1957 вошел на правах отделения в состав совхоза «Карсинский». 
С 1992 на территории поселка размещается отделение ООО «Карсинское».

## Население
| 2002 | 2010 |
| ---- | ---- |
| 276  | ↘224 |

(в 1889 — 294, в 1900 — 290, в 1926 — 246, в 1937 — 334, в 1959 — 311, в 1971 — 274, в 1983 — 288, в 1995 — 286).

## Улицы
- Левобережная улица
- Правобережная улица